# Chignik (Alaska)
Pour les articles homonymes, voir Chignik.
Chignik est une localité d'Alaska aux États-Unis dans le borough de Lake and Peninsula. En 2010, il y avait 91 habitants.

## Situation - climat
Elle est située sur la baie d'Anchorage, sur la rive sud de la Péninsule d'Alaska, à 724 km au sud-ouest d'Anchorage et à 418 km de Kodiak.
Les températures moyennes sont de −7 °C en janvier, et de 4 °C à 16 °C en juillet.

## Histoire
Un village appelé Kalwak existait à cet endroit. Il a été détruit à la fin du XVIIIe siècle. L'actuel village dont le nom signifie grand vent a été établi à la fin du XIXe siècle. C'était un village consacré à la pêche et aux conserveries de poisson. Un bateau appelé Star of Alaska transportait les ouvriers et les fournitures depuis San Francisco. Les ouvriers chinois arrivaient au début du printemps pour fabriquer les boîtes de conserve. Les ouvriers japonais suivaient à la mi-juin pour commencer le travail de fabrication des conserves. La poste a ouvert en 1901. Des mines de charbon ont été exploitées entre 1899 et 1915.
Actuellement, deux des conserveries historiques fonctionnent encore.
Les habitants vivent de la pêche et des emplois dans les usines de conservation de poisson.

## Démographie
| 1940 | 1950 | 1960 | 1970 | 1980 | 1990 |
| ---- | ---- | ---- | ---- | ---- | ---- |
| 224  | 253  | 99   | 83   | 178  | 188  |

| 2000 | 2010 | - | - | - | - |
| ---- | ---- | - | - | - | - |
| 79   | 91   | - | - | - | - |

## Personnalités liées à la commune
- Benny Benson, inventeur du drapeau de l'Alaska en 1927

## Sources et références
- (en) CIS

- (en) Cet article est partiellement ou en totalité issu de l’article de Wikipédia en anglais intitulé « Chignik, Alaska » (voir la liste des auteurs).

1. ↑  « Statistiques des États-Unis - Alaska - Profils des communautés de 2010 » (consulté en novembre 2020)